# Bündnerfleisch

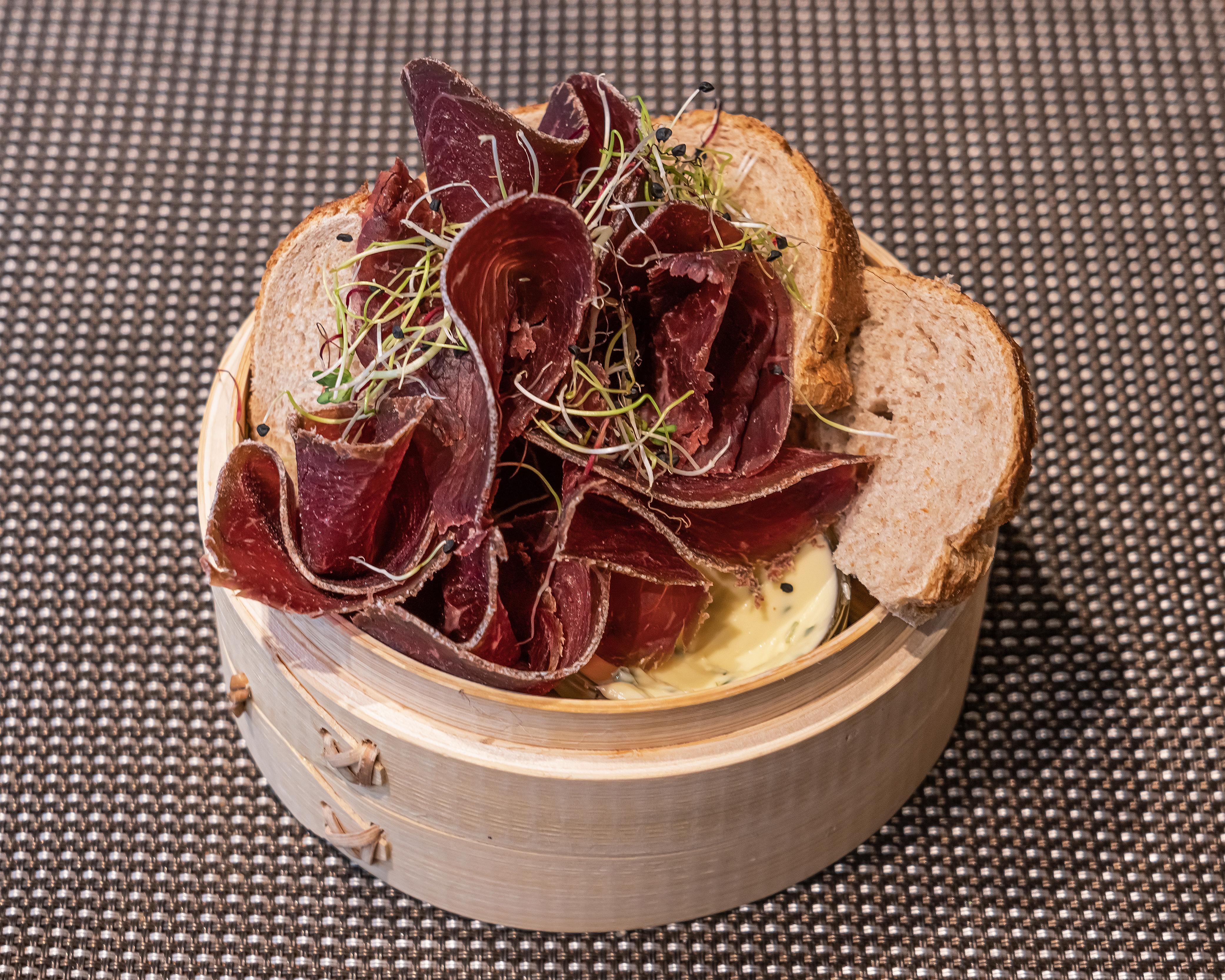
Bündnerfleischaufschnitt als Vorspeise mit Weissbrot, Kräuterbutter und Sprossengemüse

Das Bündnerfleisch (französisch Viande des Grisons, rätoromanisch pulpa, polpa, pualpa, tgarn sètga, puolpa) ist eine Spezialität und eingetragene Marke des Kantons Graubünden.

## Name
Bündnerfleisch ist eine regionale Unterart von Bindenfleisch, das seinen Namen von den früher im Produktionsprozess eingesetzten Stoffbinden erhielt. Walter Gurtner aus Flims, der 1983 starb, war massgeblich dafür verantwortlich, dass im Kanton Graubünden das ursprünglich Bindenfleisch genannte Bündner Trockenfleisch in Bündnerfleisch umgetauft wurde. «Bündnerfleisch» ist heute eine Geschützte Geographische Angabe (GGA/IGP).

## Herstellung und Verzehr
Im Gegensatz zum Walliser Trockenfleisch ist Bündnerfleisch oder Bindenfleisch gepökeltes, von Sehnen und Fett befreites Rindfleisch aus der Oberschenkelmuskulatur. Das Fleisch wird mit Salz, Salpeter und Gewürzen einige Wochen bei einer Temperatur nahe dem Gefrierpunkt in einem geschlossenen Behälter gelagert. Danach wird das Fleisch mehrere Wochen lang getrocknet. Das Herstellungsverfahren wird auch beim italienischen Pendant Bresaola verwendet. Während der Trocknungsphase wird das Fleisch mehrmals gepresst, um die verbliebene Flüssigkeit gleichmässig zu verteilen. Dadurch erhält das Bündnerfleisch auch seine charakteristische rechteckige Form. Original Bündnerfleisch wird nicht geräuchert. Durch den hohen Wasserverlust während des Salzens und Trocknens (etwa die Hälfte des ursprünglichen Gewichts) sind keine weiteren Massnahmen oder Hilfsstoffe zur Konservierung notwendig.
Zum Verzehr wird das Bündnerfleisch in sehr dünne Scheiben geschnitten und zu Brot serviert. In feine Streifen oder Würfel geschnitten wird es auch für Capuns und zur Verfeinerung von Suppen verwendet.
Der überwiegende Teil der Produktion verbleibt in der Schweiz; der andere Teil wird in die europäischen Länder, die USA und Japan exportiert. Die Rohware für in der Schweiz verkauftes Bündnerfleisch ist einheimischer Herkunft, wohingegen Exportware vielfach aus ausländischem Rindfleisch hergestellt wird. Jedenfalls wurde Bündnerfleisch vom Swissness-Gesetz ausgenommen. Bis 2016 wurden Fleischimporte für Bündnerfleisch und anderes Trockenfleisch zu einem tieferen Zollansatz besteuert als andere Fleischimporte. Anschliessend wurde der Zollansatz erhöht, wogegen südamerikanische Länder bei der Welthandelsorganisation intervenierten und recht bekamen. 2020 unterbreitete der Bundesrat eine für Proviande zufriedenstellende Lösung.

## Trivia
Bündnerfleisch ist seit dem 20. September 2010 weit über das regionale Verbreitungsgebiet im deutschsprachigen Raum bekannt geworden, als der Schweizer Bundesrat Hans-Rudolf Merz im Nationalrat bei einer Stellungnahme zu einer Anfrage des Nationalratsabgeordneten Jean-Pierre Grin-Hofmann einen Lachanfall bekam. Die Antwort auf diese Anfrage wurde nicht von Bundesrat Merz selbst formuliert, sondern von einem Angestellten des Finanzdepartements und war in ausgeprägtem Behördendeutsch verfasst, mit langen verschachtelten Sätzen und etlichen Abkürzungen. Die Rede sorgte für allgemeine Heiterkeit im Saal. Der Videomitschnitt ging in der Folge auf sozialen Kanälen im Internet viral.